# Smilla's Sense of Snow (soundtrack)
Smilla's Sense of Snow (Original Motion Picture Soundtrack) is de originele soundtrack, gecomponeerd door Harry Gregson-Williams en Hans Zimmer voor de film Smilla's Sense of Snow uit 1997 van Bille August. Het album werd uitgebracht op 4 maart 1997 door Constantin Records en Teldec.
Het orkest stond onder leiding van Harry Gregson-Williams. De opnames van het orkest vonden plaats in de AIR Lyndhurst Hall in Londen door Geoff Foster en de synths in de Media Ventures in Los Angeles door Geoff Zanelli, Gregg Silk, Marc Streitenfeld, Slamm Andrews en Steve Jablonsky.

## Tracklijst
| Nr. | Titel                | Componist(en)                               | Duur  |
| --- | -------------------- | ------------------------------------------- | ----- |
| 1.  | Greenland: Anno 1859 | Hans Zimmer & Harry Gregson-Williams        | 4:14  |
| 2.  | Isaiah's Theme       | Hans Zimmer                                 | 2:06  |
| 3.  | Smilla Learns More   | Hans Zimmer & Harry Gregson-Williams        | 4:22  |
| 4.  | Threatened With Jail | Hans Zimmer & Harry Gregson-Williams        | 4:47  |
| 5.  | Who Is the Mechanic? | Harry Gregson-Williams                      | 4:26  |
| 6.  | Secrets of the Ship  | Harry Gregson-Williams                      | 7:11  |
| 7.  | Chase at Sea         | Harry Gregson-Williams                      | 8:07  |
| 8.  | Greenlend Revisited  | Hans Zimmer & Harry Gregson-Williams        | 10:28 |
| 9.  | The Truth Revealed   | Harry Gregson-Williams & Nick Glennie-Smith | 6:41  |
| 10. | End Titles           | Hans Zimmer & Harry Gregson-Williams        | 2:23  |